# Nucla
Nucla é uma cidade  localizada no estado americano de Colorado, no Condado de Montrose.

## Demografia
Segundo o censo americano de 2000, a sua população era de 734 habitantes.
Em 2006, foi estimada uma população de 733, um decréscimo de 1 (-0.1%).

## Geografia
De acordo com o United States Census Bureau tem uma área de
1,8 km², dos quais 1,8 km² cobertos por terra e 0,0 km² cobertos por água. Nucla localiza-se a aproximadamente 1764 m acima do nível do mar.

## Localidades na vizinhança
O diagrama seguinte representa as localidades num raio de 64 km ao redor de Nucla.